# Hypselistes paludicola
Hypselistes paludicola là một loài nhện trong họ Linyphiidae.
Loài này thuộc chi Hypselistes. Hypselistes paludicola được Albert Tullgren miêu tả năm 1955.